# Anglo-nederländska fördragen 1870-1871
Anglo-nederländska fördragen 1870-1871 var de avtal mellan Nederländerna och Storbritannien, som skrevs under i Haag 1870-1871.
Genom avtalen definierades brttiernas och nederländarnas koloniala intresseområden. Bland annat blev Nederländska Guldkusten den 6 april 1872 en brittisk besittning.
.

### Fotnoter
1. ↑  ”The Dutch Colonial Empire, 1870-1914” (på engelska). World History at KLMA. http://www.zum.de/whkmla/region/lowcountries/dutcol18701914.html. Läst 18 maj 2014.
2. ↑  ”Ghana” (på engelska). World Statesmen. http://www.worldstatesmen.org/Ghana.html. Läst 18 maj 2014.